# Tossal de la Gaeta
El Tossal de la Gaeta és una muntanya de 548 metres que es troba al municipi de Vilalba dels Arcs, a la comarca de la Terra Alta.
Al cim podem trobar-hi un vèrtex geodèsic (referència 248138001).